# SN 2002hw
SN 2002hw – supernowa typu Ia odkryta 9 listopada 2002 roku w galaktyce UGC 52. W momencie odkrycia miała maksymalną jasność 16,80m.